# Хелска коса
Хелската коса (на полски: Mierzeja Helska, Półwysep Helski; на немски: Halbinsel Hela; на кашубски: Hélskô Sztremlëzna) е пясъчна коса и полуостров с дължина 35 километра в северната част на Полша. Тя отделя Пушкия залив от Балтийско море. Административно принадлежи към Пушки окръг на Поморското войводство.

## География
Широчината на полуострова варира от приблизително 300 m при Юрата до 100 m в най-тясната си част и до 3 km в края си. Тъй като полуостровът е образуван почти изцяло от пясък, той понякога се превръща в остров след тежки зимни бури. До 17 век косата на практика е поредица от острови, които образуват ивица само през лятото. В днешно време, върху косата расте смесена гора, която спомага за забавяне на ерозията на морето.
Автомобилен и железен път са прокарани на полуострова, свързвайки го с останалата част от Полша. Те достигат до град Хел, който е популярна туристическа дестинация в днешно време. Други градове, разположени по косата, са Юрата, Ястарня, Хлапово, Кузница, Халупи и Владиславово.

## Военно значение
Хелската коса е част от Прусия, по-късно от Германия, от 1772 до 1919 г. След края на Първата световна война става владение на Втората полска република и е от голямо военно значение, бидейки част от Полския коридор. Превърнат е в укрепена област с гарнизон от 3000 войници. В хода на германското нахлуване в Полша през 1939 г., полските войски взривяват част от косата с торпедни бойни глави, превръщайки го в остров. Това е една от последните части на Полша, които са превзети от немците.
По време на немската окупация (1939–1945), защитата на острова е подсилвана, създадена е батарея от три 40 cm SKC/34 оръдия, макар скоро те да са преместени при Атлантическия вал в окупирана Франция. Косата остава в германски ръце до края на Втората световна война, когато отбраняващите се сили се предават чак на 14 май 1945 г. - шест дни след капитулацията на Германия.
След войната Хелската коса отново става част от Полша и задържа военното си значение, като голяма част от областта се контролира от въоръжените сили на страната. През 1940-те и 1950-те години са построени допълнителни оръдейни батареи. През 1996 г. военноморските сили на Полша продават всички свои части от косата на цивилните власти, като днес там е запазена само малка военноморска база.